# Neto Volpi
Alvino Neto Volpi, noto semplicemente come Neto (Rio do Campo, 1º agosto 1992), è un calciatore brasiliano, portiere del Deportes Tolima.

## Biografia
È il cugino di Tiago Volpi, anch'egli calciatore di ruolo portiere.

## Palmarès

### Club
- Campionato uruguaiano: 1

Peñarol: 2021
- Supercopa Uruguaya: 1

Peñarol: 2022